# San Juan de Río Coco
San Juan de Río Coco là một khu tự quản thuộc tỉnh Madriz, Nicaragua. Khu tự quản San Juan de Río Coco có diện tích 182 ki lô mét vuông. Đến thời điểm năm 2005, huyện San Juan de Río Coco có dân số 21114 người.